# 髯毛无心菜
髯毛无心菜（学名：Arenaria barbata）是石竹科无心菜属的植物，是中国的特有植物。分布在中国大陆的四川、云南等地，生长于海拔2,400米至4,800米的地区，多生在流石滩、林间草地、高山草甸或灌丛中，目前尚未由人工引种栽培。

## 别名
髯毛蚤缀（拉汉种子植物名称）

## 异名
- Arenaria barbata Franch. var. hirsutissima W. W. Smith